# 魯比 (2004年電視劇)
《魯比》（西班牙語：Rubí）是何塞·阿爾貝托·卡斯特羅為特莱维萨製作的 2004 年墨西哥電視連續劇。 由芭芭拉·莫里、愛德華多·桑塔馬裡納、傑奎琳·布拉卡蒙特斯、塞巴斯蒂安·魯利、安娜·馬丁主演。

## 角色
- 芭芭拉·莫里 飾 魯比·佩雷斯·奧喬亞 / 費爾南達·馬丁內斯·佩雷斯
- 愛德華多·桑塔馬裡納 飾 亞歷杭德羅·卡德納斯·魯伊斯
- 傑奎琳·布拉卡蒙特斯 飾 瑪麗貝爾·德拉豐特·奧爾蒂斯
- 塞巴斯蒂安·魯利 飾 赫克托·費雷爾·加爾薩
- 安娜·馬丁 飾 雷富希奧·奧喬亞·德·佩雷斯
- 亞迪拉·卡里略 飾 埃琳娜·納瓦羅
- 何塞菲娜·埃查諾夫 飾 弗朗西斯卡《潘查》穆尼奧斯
- 安東尼奧·麥德林 飾 伊格納西奧·卡德納斯
- 安娜·伯莎·埃斯平 飾 埃莉薩·德·杜阿爾特
- 何塞·埃利亞斯·莫雷諾 飾 傑納羅·杜阿爾特
- 奧利維亞·布西奧 飾 卡拉·魯伊斯·德·卡德納斯
- 路易斯·加蒂卡 飾 卡耶塔諾·馬丁內斯
- 萊昂諾麗達·奧喬亞 飾 多洛莉絲·埃雷拉《多納·羅拉》
- 羅伯托·范德 飾 阿圖羅·德拉·富恩特·蘭熱爾
- 奧菲莉亞·卡諾 飾 維多利亞·加列戈斯
- 米格爾·皮薩羅 飾 洛雷托·卡里昂
- 派蒂·迪亞茲 飾 克里斯蒂娜·佩雷斯·奧喬亞
- 簡 飾 馬可·裡維拉
- 英格麗‧馬茨 飾 洛雷娜·特維諾